# Bajkalbergen

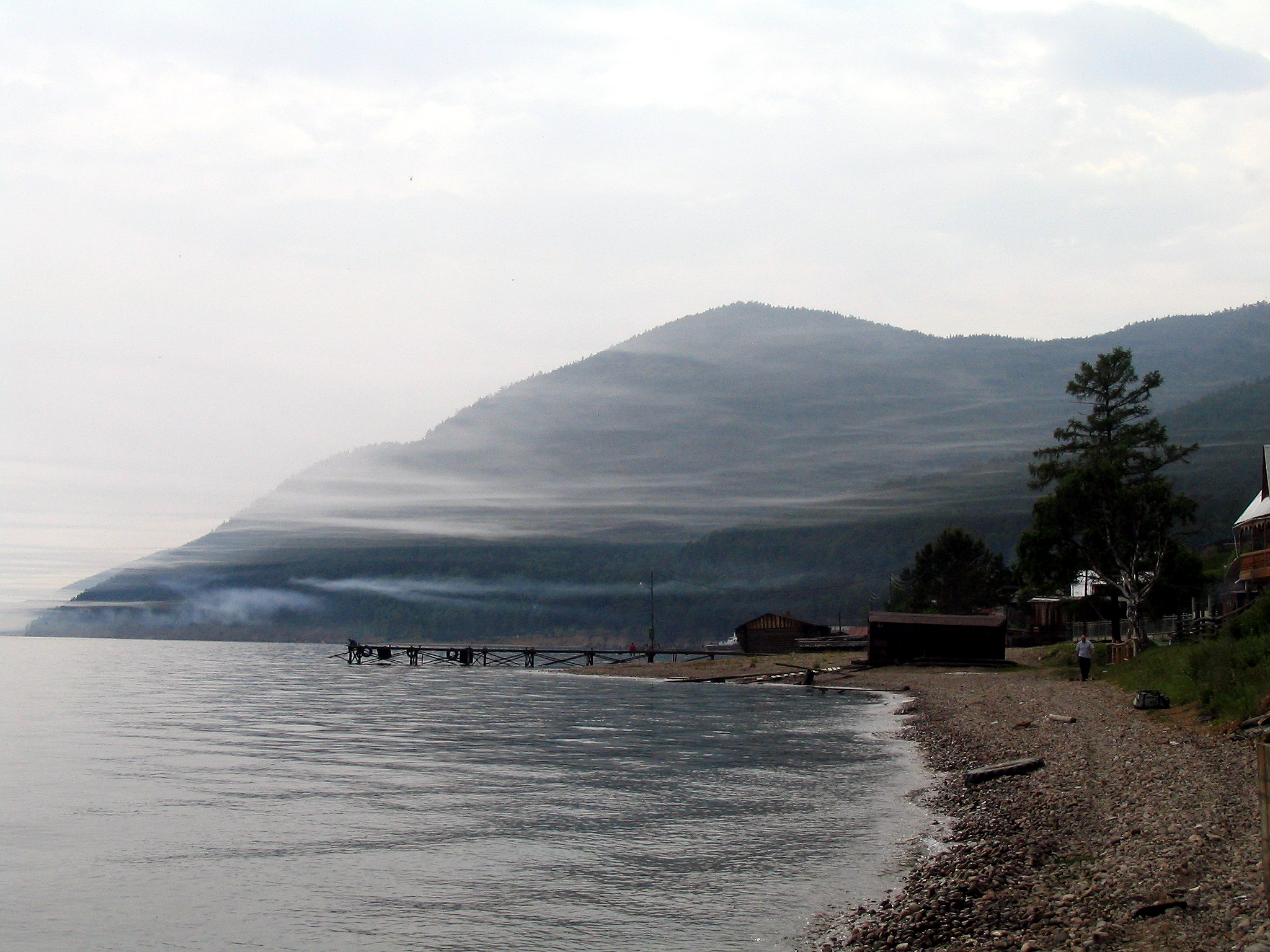
Bergen och sjön under sommaren sett från Bolsjije Koty på den sydvästra stranden

Bajkalbergen (ryska: Байкальский хребет) reser sig brant upp vid den nordvästra stranden av Bajkalsjön i södra Sibirien i Ryssland. De räknas som en del av Sydsibiriska bergen och avgränsar dessa mot Centralsibiriska platån. 
I Bajkalbergen finns källan till floden Lena. Bergen runt Bajkalsjön är tätt bevuxna med gråal, asp, glasbjörk, sibirisk lärk, sibirisk ädelgran, tall och sibirisk gran.
Det högsta berget är Tjerskij (2572 meter), vilket är uppkallat efter den polske upptäckaren Jan Czerski (1845–18992, Ivan Tjerskij transkriberat från ryska).